# John Surtees
John Surtees CBE (n. 11 februarie 1934, Tatsfield⁠(d), Tandridge, Anglia, Regatul Unit – d. 10 martie 2017, Greater London, Anglia, Regatul Unit) a fost un motociclist și pilot de Formula 1 britanic. În drumul său spre a deveni de șapte ori campion mondial de motociclism viteză, a câștigat primul său titlu în 1956 și a urmat cu trei duble consecutive între 1958 și 1960, câștigând șase Campionate Mondiale atât la clasele 500, cât și la 350cc. Surtees a făcut apoi trecerea la apogeul sportului cu motor, Campionatul Mondial de Formula 1, iar în 1964 a făcut istorie în cursele cu motor devenind campion mondial. Până în prezent, Surtees rămâne singura persoană care a câștigat Campionatele Mondiale atât pe două, cât și pe patru roți. A fondat echipa Surtees Racing Organization care a concurat drept constructor în Formula 1, Formula 2 și Formula 5000 din 1970 până în 1978. A fost și ambasadorul Fundației Racing Steps.